# لو ترنچارد
لو ترنچارد (به انگلیسی: Lew Trenchard) یک روستا و محله مدنی در بریتانیا است که در West Devon واقع شده‌است.